# Grammy Awards 1965
La 7ª edizione dei Grammy Awards si è svolta il 13 aprile 1965 presso il Beverly Hilton Hotel di Beverly Hills.

## Vincitori e candidati

### Categorie principali

#### Registrazione dell'anno
- Garota de Ipanema - Stan Getz e Astrud Gilberto
- Downtown - Petula Clark
- Hello, Dolly! - Louis Armstrong
- I Want to Hold Your Hand - The Beatles
- People - Barbra Streisand

#### Canzone dell'anno
- Hello, Dolly!, scritta da Jerry Herman, cantata da Louis Armstrong
- A Hard Day's Night, scritta da John Lennon e Paul McCartney, cantata dai The Beatles
- Dear Heart, scritta da Henry Mancini, Ray Evans e Jay Livingston, cantata da Andy Williams
- People, scritta da Jule Styne e Bob Merrill, cantata da Barbra Streisand
- Who Can I Turn To?, scritta da Leslie Bricusse e Anthony Newley, cantata da Tony Bennett

#### Album dell'anno
- Getz/Gilberto - Stan Getz & João Gilberto[1]
- Cotton Candy - Al Hirt
- Funny Girl - Artisti Vari; Bob Merrill & Jule Styne (compositori)
- People - Barbra Streisand
- The Pink Panther - Henry Mancini

#### Miglior artista esordiente
- The Beatles
- Petula Clark
- Astrud Gilberto
- Antônio Carlos Jobim
- Morgana King

### Pop

#### Miglior interpretazione vocale femminile
- Barbra Streisand - People
- Petula Clark - Downtown
- Gale Garnett - We'll Sing in the Sunshine
- Astrud Gilberto - The Girl from Ipanema
- Nancy Wilson - How Glad I Am

#### Miglior interpretazione vocale maschile
- Louis Armstrong - Hello, Dolly!
- Andy Williams - Call Me Irresponsible
- Dean Martin - Everybody Loves Somebody (The Hit Version)
- João Gilberto - Getz/Gilberto
- Tony Bennett - Who Can I Turn To?

#### Miglior interpretazione vocale di un gruppo
- A Hard Day's Night - The Beatles

#### Miglior interpretazione strumentale
- Henry Mancini - The Pink Panther Theme
- Hollyridge Strings condotto da Stu Phillips - The Beatles Song Book
- Quincy Jones - Golden Boy (String Version)
- Al Hirt - Cotton Candy
- Peter Nero - As Long As He Needs Me

### R&B

#### Miglior registrazione R&B
- How Glad I Am - Nancy Wilson